# Недосьпелін
Недосьпелін (пол. Niedośpielin) — село в Польщі, у гміні Вельґомлини Радомщанського повіту Лодзинського воєводства.
Населення — 484 особи (2011).
У 1975-1998 роках село належало до Пйотрковського воєводства.

## Демографія
Демографічна структура станом на 31 березня 2011 року:
|          | Загалом | Допрацездатний вік | Працездатний вік | Постпрацездатний вік |
| -------- | ------- | ------------------ | ---------------- | -------------------- |
| Чоловіки | 239     | 61                 | 147              | 31                   |
| Жінки    | 245     | 45                 | 140              | 60                   |
| Разом    | 484     | 106                | 287              | 91                   |